# Женская сборная Кении по софтболу
Женская национальная сборная Кении по софтболу — представляет Кению на международных софтбольных соревнованиях. Управляющей организацией является Федерация софтбола Кении (англ. Softball Federation of Kenya).

## Результаты выступлений

### Чемпионаты мира
| Год        | Победы         | Поражения      | Место          |
| ---------- | -------------- | -------------- | -------------- |
| 1965—2014  | не участвовали | не участвовали | не участвовали |
| 2016       | 1              | 6              | 27             |
| 2018—н. в. | не участвовали | не участвовали | не участвовали |